# Paralephana albirenata
Paralephana albirenata är en fjärilsart som beskrevs av M.Gaede 1939. Paralephana albirenata ingår i släktet Paralephana och familjen nattflyn. Inga underarter finns listade i Catalogue of Life.